# Chloropteryx viridicans
Chloropteryx viridicans là một loài bướm đêm trong họ Geometridae.